# Леженки
Леженки — деревня в Орловской области России. 
В рамках административно-территориального устройства входит в Платоновский сельсовет Орловского района, в рамках организации местного самоуправления — в Орловский муниципальный округ.

## География
Расположена на северо-восточной окраине города Орла, в окружении внутригородского Северного района. На северо-западе деревня примыкает к селу Старцево, на северо-востоке — к деревне Мостки.

## Население
| 2002 | 2010 |
| ---- | ---- |
| 703  | ↗892 |

Согласно результатам переписи 2002 года, в национальной структуре населения русские составляли 68 %, цыгане — 30 % от жителей.

## История
С 2004 до 2021 гг. в рамках организации местного самоуправления деревня входила в Платоновское сельское поселение, упразднённое вместе с преобразованием муниципального района со всеми другими поселениями путём их объединения в Орловский муниципальный округ.